# 金子城
金子城（かねこじょう）、または金子山城（かねこやまじょう）は、現在の愛媛県新居浜市にあたる伊予国新居郡金子山にあった戦国時代の日本の城。別名・橘江城。新居浜市指定史跡。

## 概要
国領川左岸の沖積平野に臨む標高80メートルの「金子山」山頂に位置する。丘陵西側に侵食谷が入り、また北側・東側は急峻な斜面となり天然の要害をなす。現在は滝の宮公園造成などによる地形改変が著しいが、曲輪と堀切が残る。
築城年代・築城者は明確ではないが、桓武平氏村山党の流れを組み、武蔵国入間郡の金子郷を治め、その後、伊予に移り住んだ金子氏の金子宅世とされている。
当地における金子氏の史料上の初見は、弘安5年（1282年）に新居郷の地頭職にあった金子頼広で、その後、北朝:暦応元年/南朝:延元3年（1338年）に金子康弘が細川氏に与して生子山城を攻略した記録があることから、金子城も少なくとも南北朝時代には存在していたと見られている。
その後、金子氏は伊予石川氏の配下にありながら勢力を拡大し、戦国時代の金子元成・金子元宅の代に新居郡はもとより東隣の宇摩郡の実質的支配者として、伊予侵攻を謀る土佐国の長宗我部元親と和議を結び領地を安堵された。
しかし、天正13年（1585年）に羽柴秀吉が四国制覇に乗り出すと、その命を受けた毛利氏一族の小早川隆景の軍が新居・宇摩郡に侵攻した（四国征伐）。金子元宅は高尾城を拠点に抵抗したが、野々市原の戦い（西条市野々市）で戦死、金子城も元宅の弟・八郎らが籠り抵抗したが同年7月に落城し、300年以上にわたる金子氏支配の歴史に幕を閉じた（天正の陣）。
その後は再建されることなく、現在は展望台・東屋・遊具等が整備され滝の宮公園として市民の憩いの場となっている。昭和後期に市のシンボルとして復元する構想が立てられたが、実際の金子城と異なり江戸時代の様式の天守を擁するものであったために歴史研究家を中心に批判が相次ぎ難航し、自然消滅的に復元構想はなくなった。
城跡は1978年（昭和53年）4月6日、新居浜市指定史跡に指定された。